# Master Seven
Master Seven è il sesto album dei Kingdom Come pubblicato nel 1997 per l'etichetta discografica Viceroy Records.

## Tracce
1. Only Rainbows Know
2. More Restrictions
3. Gonna Loose Her
4. Can't Let Go
5. Slow Down
6. Seen Enough
7. Can't Let Go (Director's Cut)
8. Gonna try
9. Can't Fake affection
10. Bad I Am
11. High On Love
12. Get Up My Friend
13. Roses

## Formazione
- Lenny Wolf – voce, chitarra
- Markus Deml - chitarra solista
- Oliver Kiessner - chitarra
- Mark Smithr - basso
- Dion Murdock - batteria
- Björn Tiemann - tastiere